# هورست ان‌ده ماس
هورست ان‌ده ماس (به هلندی: Horst aan de Maas) یک شهرستان در هلند است که در لیمبورخ واقع شده‌است. هورست ان‌ده ماس ۲۴ متر بالاتر از سطح دریا واقع شده‌است.